# Айвовий мармелад

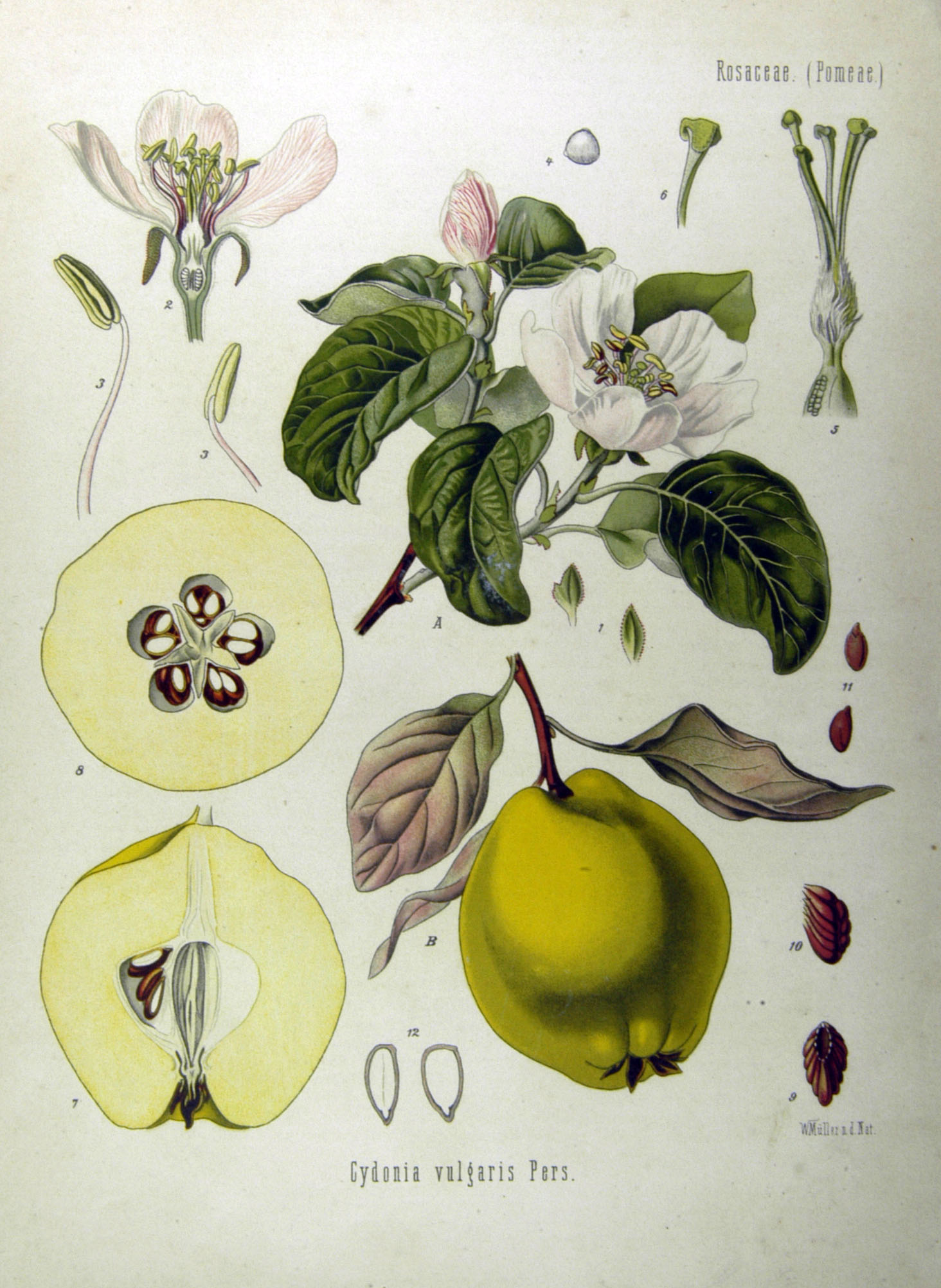
Айва — це твердий, золотисто-жовтий плід

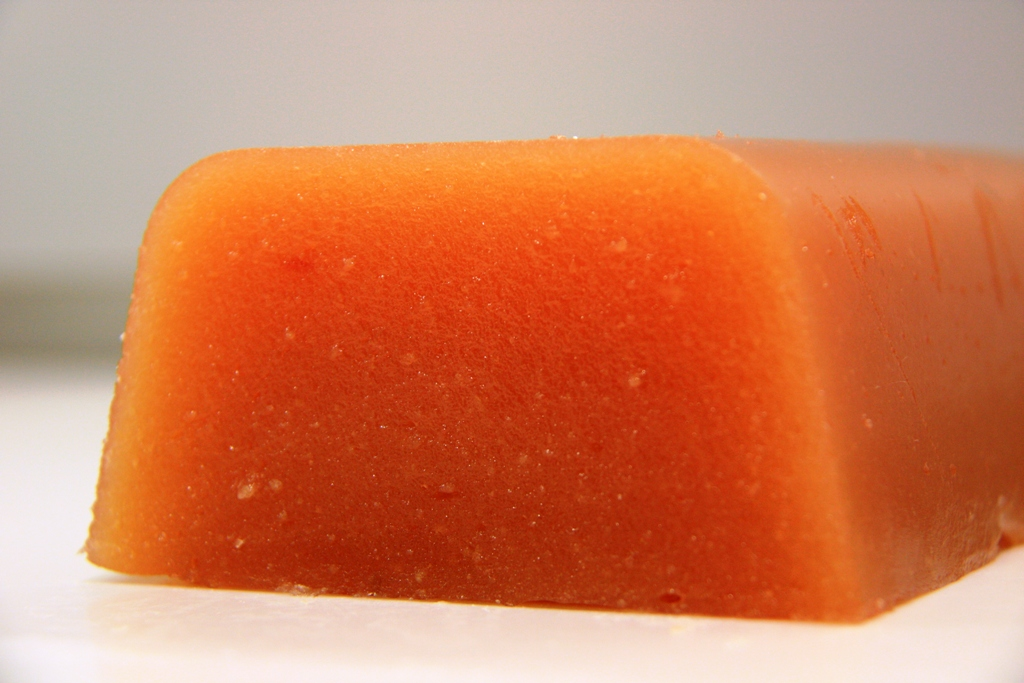
Айвовий мармелад (dulce de membrillo)

Айвовий мармелад — солодкий мармелад, виготовлений з м'якоті плодів айви (лат. Cydonia oblonga). Він нагадує тверду, липку, солодку червону пасту. Це поширений кондитерський виріб у декількох країнах.
У різних країнах він відомий під різними назвами: dulce de membrillo іспанською мовою, marmelada португальською мовою, marmelo галісійською і codonyat каталонською. Він також дуже популярний у Бразилії (marmelada), Аргентині, Чилі, Мексиці, Парагваї та Уругваї (ісп. dulce de membrillo), Перу (ісп. machacado de membrillo), Франції (фр. pâte de coing), Італії (італ. cotognata). Англійською його назва перекладається буквально як айвова паста (англ. quince paste) чи айвовий сир (англ. quince cheese).

## Історія
Рецепт, ймовірно, має давнє походження. Римська кулінарна книга Apicius, складена наприкінці 4-го — на початку 5-го століття н. е., містить рецепти тушкування айви з медом.
Історично склалося, що мармелад готували саме з айви. Слово «мармелад» походить від порт. marmelada, що означає «айвова страва» («marmelo» — «айва»).

## Приготування
Айвовий мармелад готується з плодів айви. Плоди очищають від шкірки, серцевина видаляється, і м'якоть айви вариться з малою кількістю води та цукром (0,5–1 кг цукру на 1 кг м'якоті). Мармелад вариться 40 хв – 1 год у звичайному посуді, швидше у скороварці. У скороварці він набуває світлого оранжевого, злегка червонуватого кольору, а у звичайному посуді, після тривалого часу готування — темнішого кольору. Залишивши його на кілька днів застигати у глиняній мисці, вкритій пергаментним папером, він набуває відносної твердості й стає досить щільним, щоб тримати форму. Смак солодкий, але злегка терпкий (залежно від кількості використаного цукру); схожий за консистенцією, смаком та використанням до гуавового мармеладу.
Айвове желе виготовляють із плодів зі шкірками, серцевиною, та кісточками включно, які викидають під час приготування айвового мармеладу. При варінні додають більше води.
Айвовий мармелад подається квадратиками або блоками, потім нарізується тонкими скибочками і кладеться на підсмажений хліб, бутерброд, можливо, з сиром. Часто подається на сніданок або як закуска, з сиром манчего, мато або пікон (Іспанія), сиром Сан-Жоржі (Португалія). Також його часто використовують для начинки випічки.

## Регіональні варіації

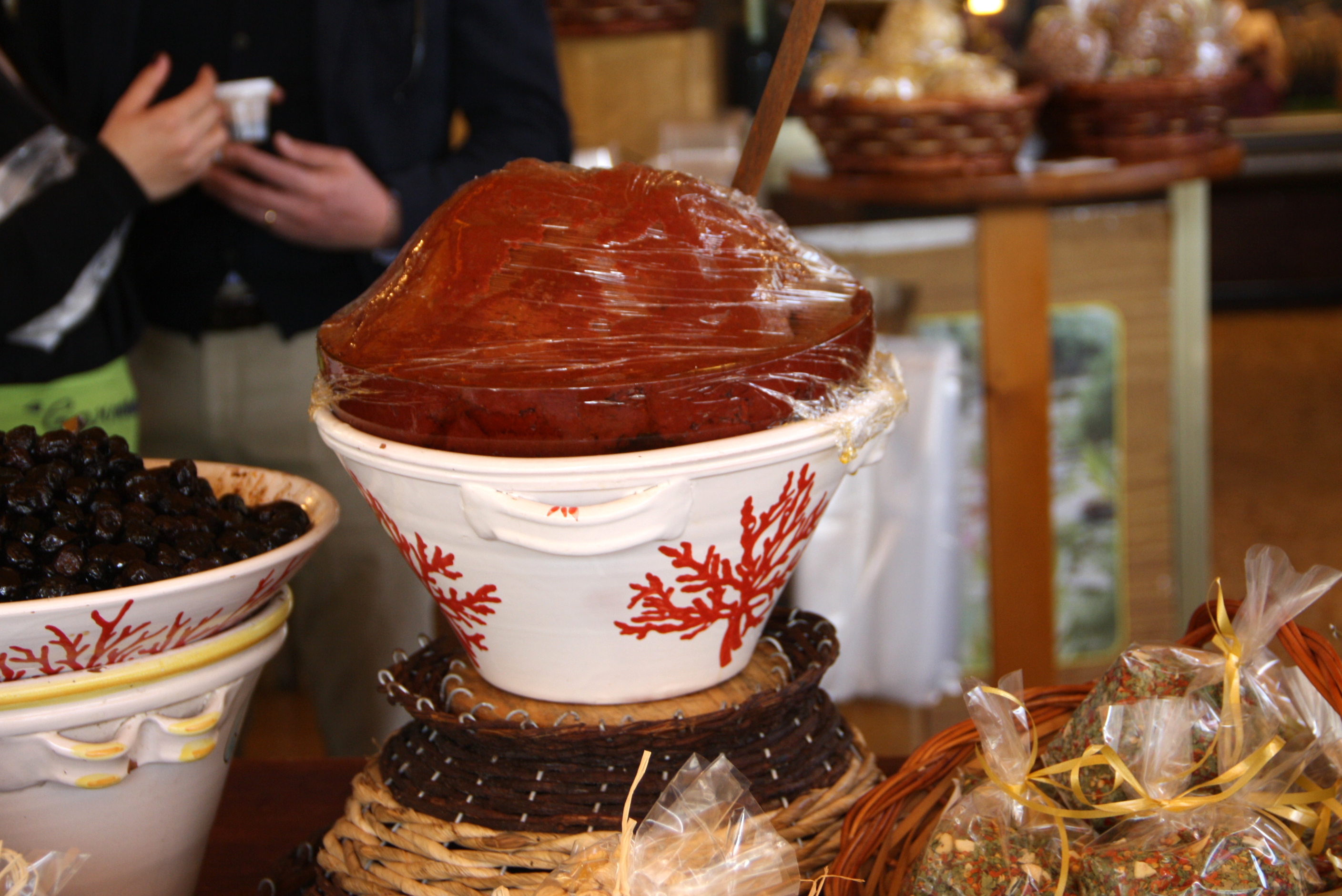
Традиційний айвовий мармелад («cotognata») на виставці на ринку Ортіджія в Сіракузах, Італія

В Іспанії, Уругваї, Аргентині, Мексиці, Чилі та Еквадорі айвовий мармелад відомий як dulce de membrillo. Пастафрола, солодкий пиріг, поширений в Аргентині, Уругваї та Парагваї, зазвичай використовує айвовий мармелад як начинку. В Аргентині та Уругваї скибочка айвового мармеладу на скибочці м'якого сиру, вважається національним десертом. В Аргентині його називають постре віжіланте (ісп. postre vigilante). В Уругваї він відомий як Мартін Фієрро. Назва десерту походить від назви книги про гаучо «Мартін Фієрро» аргентинського автора Хосе Ерна́ндеса.
У Франції айвовий мармелад (фр. pâte de coing) є частиною Різдвяної традиції у Провансі та одним з тринадцяти десертів, які є традиційними десертами, що подаються під час святкування Різдва.
У Сербії, особливо Воєводині, в Угорщині та континентальній Хорватії, тобто Славонії, айвовий мармелад називається kitn(i)kes, що походить від нім. Quittenkäse.
Айвовий мармелад, кулінарна спеціальність Нової Англії в XVIII столітті, вимагав кип'ятіння протягом усього дня, щоб досягти затверділого стану, подібного до французького котіньяк.
В Угорщині вживається також інша назва — угор. birsalmasajt, його готують з невеликою кількістю лимонної цедри, кориці або гвоздики, а часто з очищеним волоським горіхом усередині. Петер Меліус Юхаш, угорський ботанік, згадував мармелад з айви ще в 1578 році як фруктовий продукт з лікувальними властивостями.
У Воєводині його іноді готують з додаванням дрібно натертого волоського горіха, фундука або гарбузового насіння.